# وارث حسین

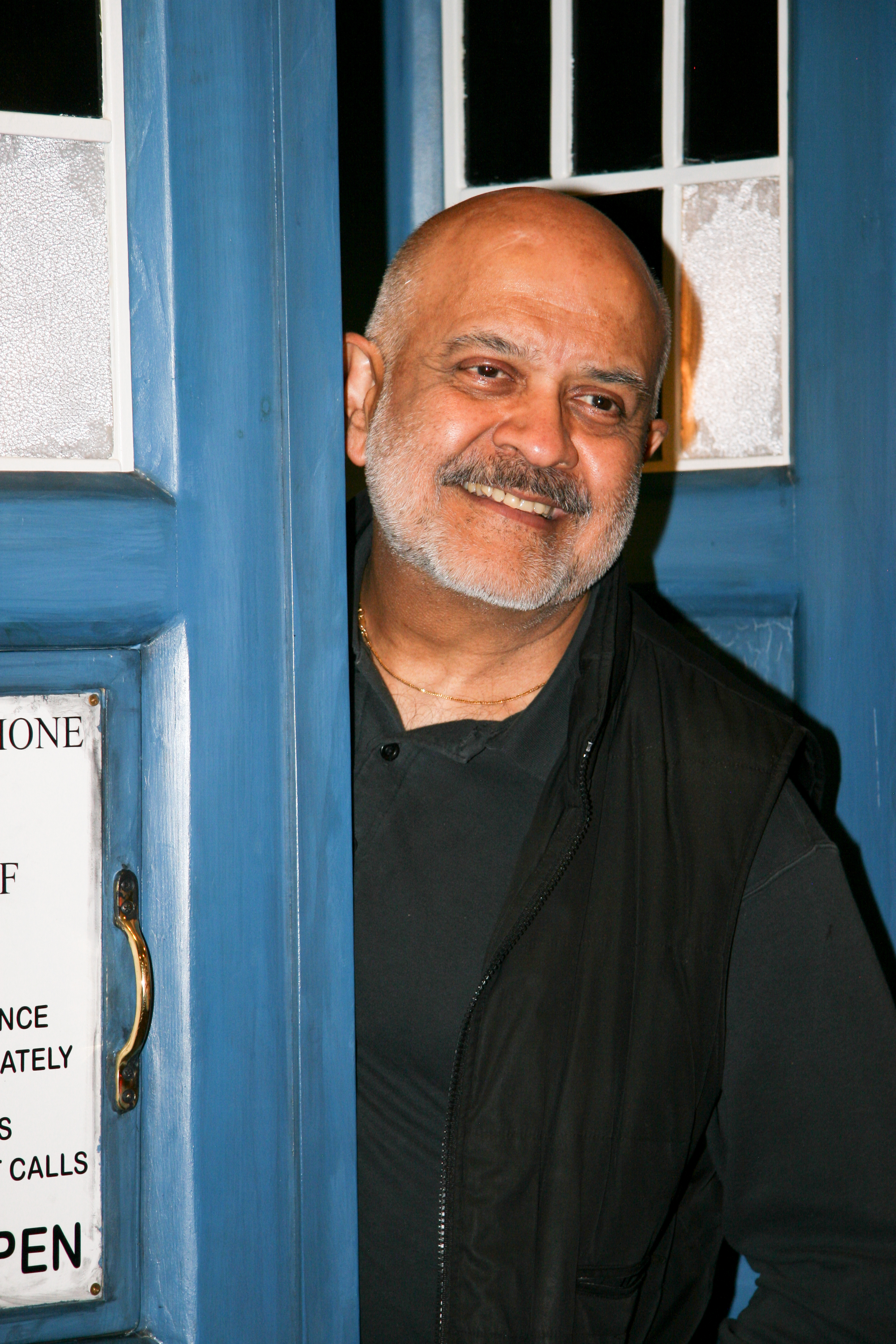
وارث حسین

وارث حسین (انگلیسی: Waris Hussein؛ زادهٔ ۹ دسامبر ۱۹۳۸) کارگردان فیلم، کارگردان تلویزیونی، و فیلم‌نامه‌نویس اهل بریتانیا است. وی از سال ۱۹۶۰ میلادی تاکنون مشغول فعالیت بوده‌است. 
حسین کارگردان فیلم‌هایی همچون آهنگ، نزدیکی صمیمانه و ادوارد و خانم سیمپسون بوده‌است.